# I Sei
I Sei (Ultimate Six) è una miniserie a fumetti pubblicata dalla Marvel Comics e tradotta in Italia dalla Panini Comics, sulle pagine della serie Ultimates, facente parte dell'universo Ultimate Marvel.
È stata scritta da Brian Michael Bendis, disegnata da Trevor Hairshine (con il contributo nel prologo di Joe Quesada), inchiostrata da Danny Miki e colorata da David Stewart.
È un team-up tra Ultimate Spider-Man e gli Ultimates.
L'originale statunitense è stato pubblicato nel 2003-2004 come miniserie prevista inizialmente di sei numeri e poi prolungatasi in 7 per meglio concludere la vicenda (raccolta in seguito - 2004 - nel nono trade paperback, volume brossurato, di Ultimate Spider-Man).
In italiano è apparsa sui numeri dal 10 al 13 (di cui occupa solo la prima metà) di Ultimates, distribuiti tra l'agosto del 2004 e il febbraio del 2005.

## Trama
La storia inizia in una base segreta dello S.H.I.E.L.D. con una specie di terapia di gruppo tenuta da Henry Pym (controllata da molti agenti e da Nick Fury) a cui partecipano i più famosi criminali geneticamente modificati: Norman Osborn (Goblin), Flint Marco (Uomo Sabbia), Max Dillion (Electro) e Otto Octavius (Dottor Octopus). Gli Ultimates catturano quindi Kraven, che ha appena dichiarato alla TV di essersi mutato geneticamente.
Durante una seduta, Norman Osborn si trasforma spontaneamente nel Goblin, ma prontamente viene fermato dal Dottor Pym divenuto gigante. Al suo ritorno, Otto Octavius dichiara che vuole collaborare, ma appena si avvicina alle sue braccia riesce a comandarle telepaticamente e uccide i dottori e va a liberare gli altri quattro. Fortunatamente, Fury aveva già avvertito gli Ultimates del pericolo di tenere cinque super-criminali mutati geneticamente assieme. Durante questo colloquio, Capitan America chiede al Colonnello se alcuni dei rinchiusi fossero mutati a causa di ricerche atte a replicare il siero che lo ha trasformato e, alla risposta affermativa, Cap si abbatte sconsolato.
Il gruppo viene attivato quando i cinque scappano, ma nella base segreta trovano solo qualche superstite (tra cui Hanry Pym). Peter Parker viene prelevato dalla sua scuola e portato al Triskelion, mentre agenti SHIELD tengono d'occhio Zia May e Mary Jane Watson. Peter si trova spaesato e fuori luogo in mezzo a tutti quei soldati; è del resto il più giovane.
Nick Fury riceve una critica per i metodi ben poco democratici usati e un secco rimprovero dal Presidente (degli USA) per la minaccia di Norman Osborn, che ha sfruttato le sue conoscenze per mettere sotto pressione il generale. Fury decide un assalto alla casa di produzione di Kraven (il quale minacciava di diffondere un filmato dell'arresto), ma l'operazione si rivela infruttuosa.
Dopo una breve telefonata di Peter alla Zia, Octopus fa partire un attacco informatico verso il Triskelion e, appena va via la corrente, gli altri quattro invadono la base uccidendo quattro uomini, ferendone altri sette e lasciando Nick Fury più arrabbiato che mai. L'unica persona che manca all'appello è Peter Parker, rapito dal gruppo.
Norman Osborn rivela finalmente i suoi piani durante il colloquio con Peter. Goblin pensa che il ragazzo sia il sesto, figlio suo e di Octopus, il prodotto finale del siero OZ. Cerca quindi di convincerlo a passare dalla loro parte, minacciando anche la vita di Zia May e di Mary Jane, infine lo conducono alla Casa Bianca, per l'attacco al Presidente. L'assalto avviene con Peter che guarda immobile la scena, entra in azione attaccando Capitan America solo dopo che Goblin lo minaccia nuovamente, ma Cap giura che la Zia è in salvo e Peter reagisce, stordendo Osborn con un pugno.
Nel culmine della battaglia arriva Harry Osborn, il figlio di Norman, che chiede al padre di fermarsi, ma proprio mentre questo si stava trasformando in uomo, Iron Man spara un colpo, il Goblin reagisce e viene steso da tutta la squadra. Harry giura di vendicarsi.
Il gruppo dei cinque criminali viene catturato, i feriti (tra cui Harry, di cui la moglie chiede notizie) vengono curati, vengono allontanate le braccia di Octopus, riconsegnato Peter alla Zia May, incolume ma sotto sorveglianza (con la scusa di essere conoscente di Osborn) e Osborn viene congelato in una teca di vetro. Fury ne ordina l'uccisione, ma l'ordine viene annullato, perché è necessario studiarne il codice genetico. La prossima guerra infatti sarà genetica (come spiega il dialogo finale tra Capitan America e Nick Fury) e il governo cerca, in qualsiasi modo, di essere all'avanguardia, anche se Cap fa notare che sono proprio gli stessi uomini di potere che decidono se fare guerra.

## Curiosità
Il titolo stesso e, in parte, la storia sono un riferimento a I sinistri sei, apparso sul numero 1 di Amazing Spider-Man Annual, in cui i nemici erano l'Uomo Sabbia, Electro, Dottor Octopus e Kraven (come in Ultimate Six) e inoltre l'Avvoltoio e Mysterio, apparsi solo successivamente in Ultimate Spider-Man.
Nella storia di Amazing Spider-Man Annual n. 1, di Stan Lee e Steve Ditko, Goblin non venne inserito nel gruppo criminale perché gli autori ritennero che meritasse un'importanza maggiore.